# I Gotta Feeling
"I Gotta Feeling" je dance-popová píseň od skupiny The Black Eyed Peas a jejich oficiální druhý singl z jejich pátého studiového alba The E.N.D.. Píseň byla produkována francouzským house DJem Davidem Guettou, který si v klipu zahrál cameo roli (v době 2:20, hned vedle Kid Cudiho). „I Gotta Feeling“ debutovalo na příčce #1 v Billboard Hot 100 hitparádě společně s „Boom Boom Pow“ v týdnu 27. června, 2009. Oba songy okupují Billboard Hot 100 hned ve dvou #1 příčkách. RIANZ (Recording Industry Association of New Zealand) udělilo I Gotta Feeling „platinovou desku“.
Píseň napsali William Adams, Allen Pineda, Jaime Gomez, Stacy Ferguson a David Guetta.

## Hitparády
| Hitparáda (2009)                 | Příčka |
| -------------------------------- | ------ |
| Australian ARIA Singles Chart    | 1      |
| Austrian Singles Chart           | 1      |
| Belgian Singles Chart (Flanders) | 1      |
| Belgian Singles Chart (Wallonia) | 1      |
| Canadian Hot 100                 | 1      |
| Czech Republic Singles Chart     | 1      |
| Danish Singles Chart             | 9      |
| Dutch Top 40                     | 1      |
| Eurochart Hot 100 Singles        | 2      |
| Finnish Singles Chart            | 8      |
| French Digital Singles Chart     | 3      |
| German Singles Chart             | 3      |
| Irish Singles Chart              | 1      |
| Israeli Singles Chart            | 1      |
| Italian Singles Chart            | 4      |
| Japan Hot 100                    | 4      |
| New Zealand Singles Chart        | 1      |
| Norwegian Singles Chart          | 4      |
| Slovak Singles Chart             | 1      |
| Spanish Singles Chart            | 9      |
| Swedish Singles Chart            | 17     |
| Swiss Singles Chart              | 2      |
| Turkey Top 20 Chart              | 3      |
| UK Singles Chart                 | 1      |
| UK R&B Chart                     | 1      |
| U.S. Billboard Hot 100           | 1      |
| U.S. Billboard Pop Songs         | 1      |